# Hrabstwo Conway

Piramida wieku hrabstwa

Hrabstwo Conway (ang. Conway County) – hrabstwo w stanie Arkansas w Stanach Zjednoczonych.
Obszar całkowity hrabstwa obejmuje powierzchnię 566,66 mil2 (1468 km²). Według danych z 2010 r. hrabstwo miało 22 995 mieszkańców. Hrabstwo powstało 20 października 1825.

## Główne drogi
- Interstate 40
- U.S. Highway 64
- Highway 9
- Highway 92
- Highway 95
- Highway 124
- Highway 154

## Sąsiednie hrabstwa
- Hrabstwo Van Buren (północ)
- Hrabstwo Faulkner (wschód)
- Hrabstwo Perry (południe)
- Hrabstwo Yell (południowy zachód)
- Hrabstwo Pope (zachód)

## Miasta i miejscowości
- Center Ridge (CDP)
- Menifee
- Morrilton
- Oppelo
- Plumerville